# Eocasea martini
Eocasea martini és una espècie extinta de sinàpsid de la família dels casèids que visqué durant el Carbonífer superior, fa entre 298,9 i 303,4 milions d'anys, en allò que avui en dia és Nord-amèrica. Se n'han trobat restes fòssils a Kansas (Estats Units). Es tracta de l'única espècie del gènere Eocasea. La forma cònica de les dents i l'anatomia del tronc fan pensar que, a diferència de molts altres casèids, no era herbívor. És conegut a partir d'un únic espècimen corresponent a un individu jove que devia pesar menys de 10 kg. El nom genèric Eocasea significa 'Casea de l'alba' i es refereix al fet que és el casèid més antic conegut, mentre que el nom específic martini fou elegit en honor del Dr. Larry Martin.